# Лонгеяун
Лонгеяун (устар. Лонге-Яун) — река в России, протекает по территории Нижневартовского района Ханты-Мансийского автономного округа. Устье реки находится в 410 км по правому берегу Агана. Длина реки — 62 км, площадь водосборного бассейна — 662 км².

## Притоки
- 8 км: Еньмоутъяун
- 11 км: Ай-Моутъяун
- 40 км: река без названия

## Данные водного реестра
По данным государственного водного реестра России относится к Верхнеобскому бассейновому округу, водохозяйственный участок реки — Обь от впадения реки Вах до города Нефтеюганск, речной подбассейн реки — Обь ниже Ваха до впадения Иртыша. Речной бассейн реки — (Верхняя) Обь до впадения Иртыша.